# Calliophis bivirgata
Espèce
Synonymes
- Elaps bivirgatus Boie, 1827
- Maticora bivirgata (Boie, 1827)
- Elaps flaviceps Cantor, 1839
- Maticora bivirgata flaviceps (Cantor, 1839)
- Elaps tetrataenia Bleeker, 1859
- Maticora bivirgata tetrataenia (Bleeker, 1859)

Statut de conservation UICN

 LC  : Préoccupation mineure
Calliophis bivirgata ou serpent corail bleu est une espèce de serpents de la famille des Elapidae.

## Habitat et répartition
Le serpent corail bleu se trouve dans les zones montagneuses couvertes de forêts tropicales.
Cette espèce se rencontre en Birmanie, en Thaïlande, au Cambodge, en Malaisie, à Singapour, au Brunei et en Indonésie.

## Description
C'est un serpent terrestre venimeux et ovipare. Il mesure de 1,20 à 1,40 m.
Son dos est bleu nuit, presque noir ; son ventre, sa queue et sa tête sont rouge orangé.
Il se nourrit d'autres serpents, y compris ceux de sa propre espèce, de lézards, de grenouilles et de rats.

## Liste des sous-espèces
Selon The Reptile Database (13 février 2014) :
- Calliophis bivirgata flaviceps (Cantor, 1839)
- Calliophis bivirgata bivirgata (Boie, 1827)
- Calliophis bivirgata tetrataenia (Bleeker, 1859)

## Publications originales
- Bleeker, 1859 : Reptilien van Sintang. Natuurkundig Tijdschrift voor Nederlandsch Indie, vol. 20, p. 200-201 (texte intégral).
- Boie, 1827 : Bemerkungen über Merrem's Versuch eines Systems der Amphibien, 1. Lieferung: Ophidier.  Isis von Oken, Jena, vol. 20, p. 508-566 (texte intégral)
- Cantor, 1839 : Spicilegium Serpentium Indicorum. part 1 Proceedings of the Zoological Society of London, vol. 1839, p. 31-34 (texte intégral).